# Heterotopično moždano tkivo
Heterotropično moždano tkio, kožni ektopični mozak (CEB)  ili ekstrakranijalno moždano tkivo bez direktne veze sa samim mozgom je izolovani kožni embrionalni defekt, obično na okcipitalnim ili parijetalnim delovima poglavine. Pojava ovog tkiva, van moždanih struktura, je retka embrionalna razvojna anomalija koja obično ne utiče na neurološki razvoj.

## Istorija
Lee i Mclaurin  među prvima su opisali ekstrakranijalno moždano tkivo bez direktne veze sa samim mozgom 1955. godine kod devojčice stare godinu dana, kao pljosnatu, gotovo savršeno kružnu plavičasto-crvenu ploču prečnika oko 3 cm na zadnjoj sredini vlasišta. Mikroskopski, ovi autori su dokazali da se radi o heterotopnom glijalnom tkivu sa vijugama i žljebovima, unutar kože. Od tada su opisani i drugi bolesnici sa znacima CEB.

## Etiologija
Iako je pravi uzrok bolesti nepoznat kao mogući mehanizmi njegovog nastanka navode se mnogi kongenitalni poremećaji u koži poglavine (skalpa), koji su prilično neuobičajeni. Pri tom treba imati u vidu da se heterotopično moždano tkivo, ređ encefalokele.
Dokazano je da heterotopično moždano tkivo može nastati na jedan od sledeća dva načina, iz:
- izolovanog embrionalnog ostatka
- kongenitalne hernijacije (kile) kroz lobanju sa eventualnim gubitkom veze.[4]

Kako u daljem razvoju možda neuralna cev treba da se zatvari, ova anomalija sprečava zatvaranje kranijalnih ili spinalnih obloga. Stoga je njena patogeneza neizvesna.

## Klinička slika
Roditelji ili lekari odmah nakon rođenja deteta primećuju cističnih tumefakcija na glavi. Retrospektivnim pregledom: demografskih, kliničkih i histopatoloških podataka kod 11 novorođenčadi sa 12 heterotopičnih neuralnih tumefakcija na skalpu dokazao je da su sve lezije locirane u parijetalnoj ili potiljačnoj regiji, da su sve osim jedne sa alopecijom koju okružuje prsten duge, grube dlake („znak okovratnika od kose”). Kako je kod 9 od 11 dece utvrđena je kapilarna mrlja oko lezije, autori ove studije savetuju da uvek treba obaviti pažljivu kliničku procenu i načiniti MRI snimak mozga pre biopsije ili ekscizije ovih lezija vlasišta.
Heterotopijsko tkivo mozga se najčešće vidi u području nosa, dok su druga mesta za ektopično tkivo mozga ređe zastupljena, npr. na licu ili vratu.
Iako se heterotopično tkivo mozga se retko viđa u orbiti, neki autori opisali su orbitalna ektopična glijalna i glioneuronalna moždana tkiva. Takođe heterotopičko tkivo mozga je opisano i u rascepu nepca; kao retka razvojna anomalija.
Progresiva proptoza kod novorođenčeta opisan je kao tvorevina nastala iz ektopičnih cerebralnih ostataka u orbiti u odsustvu formiranog oka.

## Dijagnoza
CEB se obično uočava  odmah po rođenju kao;
- tumorska promena veličine oko 2-4 cm,
- solitarni, kružni, ćelav plak poglavine,
- cistična fornmacija, koja se pritiskom može utisnuti.

Ploča ili cista CEB mogu biti boje kože, eritematozne (crvenkaste) ili plavičaste boje, sa pretežnom lokacijom na sredini okcipitalnog ili parijetalnog dela Poglavine.
Ogrlica hipertrofične kose može biti očigledna znak bolesti oko plaka ili ciste („znak kragne od kose”).
Kožni marker za defekte neuralne cevi vlasišta („znak kragne od kose”) sastoji se od prstena duge, tamne, grube kose koja okružuje kvržicu srednjeg dela vlasišta. Ovaj znak treba da upozori lekara na mogućnost postojanja ektopičkog neuralnog tkiva u koži glave ili ispod drugih malformacija centralnog nervnog sistema.

## Diferencijalna dijagnoza
Diferencijalno dijagnostički treba imati u vidu sledeće bolesti:
- Encefalokelu.[14]
- Meningokelu
- Kožni ektopični meningiom (psamom).[15][16][17]
- Neurofibrom
- Porokeratozu
- Triangularnu alopeciju
- Nevus sebaceus
- Kongenitalnu aplaziju kože (alopecija koja prekriva kožno ektopično moždanotkivo može ukazivati na ovu dijagnozu).
- Hemangiom
- Limfangiom
- Cefalohematom
- Miksopapilarni ependimom (eventualno)

## Terapija
Heterotopično moždano tkivo se može lečiti potpunom ekscizijom. Pre hirurškog zahvata dečji hirurg treba obavezno obaviti kompletnu properativnu procenu, uključujući medicinski imidžig (ultrazvuk, kranijalna tomografija) i konsultaciju sa neurohirurgom.

## Prognoza
Prognoza za pacijente sa CEB je generalno dobra jer ne postoji komunikacija sa osnovnim moždanim strukturama, i retko se javlja udružena se drugim razvojnim anomalijama. 

## Literatura
- Raeiq A. Posterior Fontanelle Encephalomeningocele in a Neonate: A Case Report. Cureus. 2018 Mar 13. 10 (3):e2315.
- Ramos L, Coutinho I, Cardoso JC, Garcia H, Cordeiro MR (јун 2015). „Frontal cutaneous meningioma - Case report”. An Bras Dermatol. 90 (3 Suppl 1): 130—3. PMC 4540529 . PMID 26312695. doi:10.1590/abd1806-4841.20153798.
- Avecillas-Chasin, Josue M.; Saceda-Gutierrez, Javier; Alonso-Lera, Pedro; Garcia-Pumarino, Ruben; Issa, Subhi; López, Escarlata; Barcia, Juan A. (јул 2015). „Scalp Metastases of Recurrent Meningiomas: Aggressive Behavior or Surgical Seeding?”. World Neurosurg. 84 (1): 121—31. doi:10.1016/j.wneu.2015.02.041.
- Kishore, M.; Kaushal, M.; Bhardwaj, M.; Sharma, N. (2017 May-Jun). „Cutaneous Meningioma: A Cytomorphological Diagnosis”. Indian Dermatol Online J. 8 (3): 201—204. PMC 5447342 . PMID 28584759. doi:10.4103/idoj.IDOJ_169_16 . Проверите вредност парамет(а)ра за датум: |date= (помоћ)
- Held, I.; Rose, C.; Hamm, H.; Fölster-Holst, R. (фебруар 2011). „The hair collar sign - a possible indication of cranial dysraphism”. J Dtsch Dermatol Ges. 9 (2): 136—8. PMID 20529169. doi:10.1111/j.1610-0387.2010.07470.x.
- Ma C, Li X, Li Y, Qu X. Primary Ectopic Meningioma of the Tongue: Case Report and Review of the Literature. J Oral Maxillofac Surg. 2016 May 2.
- Ali MJ, Kamal S, Vemuganti GK, Naik MN. „Glial Heterotopia or Ectopic Brain Masquerading as a Dacyrocystocele”. Ophthal Plast Reconstr Surg.. 2014 Jan 31.

## Spoljašnje veze
- Cutaneous Ectopic Brain, emedicine.medscape.com (језик: енглески)

|  | Molimo Vas, obratite pažnju na važno upozorenje u vezi sa temama iz oblasti medicine (zdravlja). |